# Glaucetas
Glaucetas (Γλαυκέτας), por vezes escrito Glauketas, foi um pirata ativo no Mar Egeu, entre 315 a.C. e 300 a.C. Apesar de pouco sabermos sobre sua vida, as crônicas da marinha ateniense indicam sua captura em seu covil (ilha de Kythnos): "o mar tornou-se um lugar mais seguro para quem navegar.".